# Feevah
Feevah is een van de bewoonde eilanden van het Shaviyani-atol behorende tot de Maldiven.

## Demografie
Feevah telt (stand maart 2007) 464 vrouwen en 466 mannen.